# Kevin Lynch
Kevin Andrew Lynch (7. ledna 1918, Chicago, Illinois, USA – 25. dubna 1984, Massachusetts, USA) byl americký teoretik environmentální urbanistické tvorby.
Ve svých pracích se zabýval především urbanistickými tématy teorie a formy města, vnímání prostředí a jeho vlivu na proces urbanistické tvorby. Podílel se na urbanistických studiích mnoha amerických měst – Bostonu, Dallasu, Minneapolisu, Los Angeles, San Francisca, San Diega.

## Životopis
- 1935-1937: studium Yale University
- 1937-1939: Taljesin u F. L. Wrighta
- 1939-1940: studium na Rensselaer Polytechnic Institute
- 1947: absolvoval Massachusetts Institute of Technology
- 1948: instruktor na Massachusetts Institute of Technology
- 1949: asistent na Massachusetts Institute of Technology
- 1955: docent Massachusetts Institute of Technology
- od roku 1963: profesor Massachusetts Institute of Technology

## Dílo
- 1960: The Image of the City [Obraz města]
- 1962: Site Planning
- 1964: The View from the Road (s D. Appleyardem aj. Mayerem)
- 1972: What Time Is This Place
- 1976: Managing the Sense of a Region
- 1977: Growing up in Cities
- 1981: A Theory of Good City Form
- 1984: Wasting Away (posmrtně)

### Česky
- Lynch, Kevin. Obraz města: = The image of the city. Praha : BOVA POLYGON, 2004. ISBN 80-7273-094-0. Překlad Lenka Popelová, Jaroslav Huťa.